# 中華廟宇

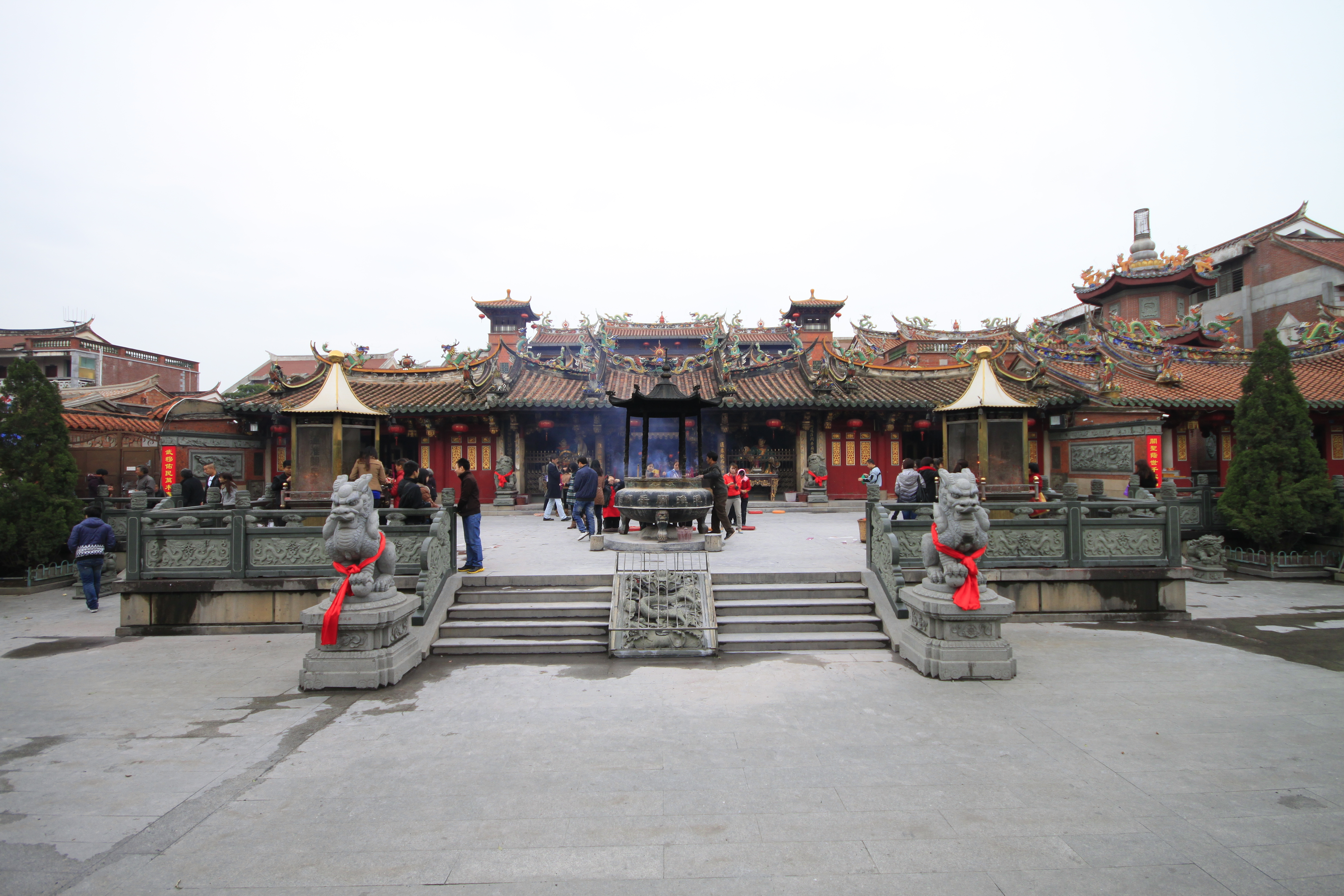
福建泉州的關帝廟。

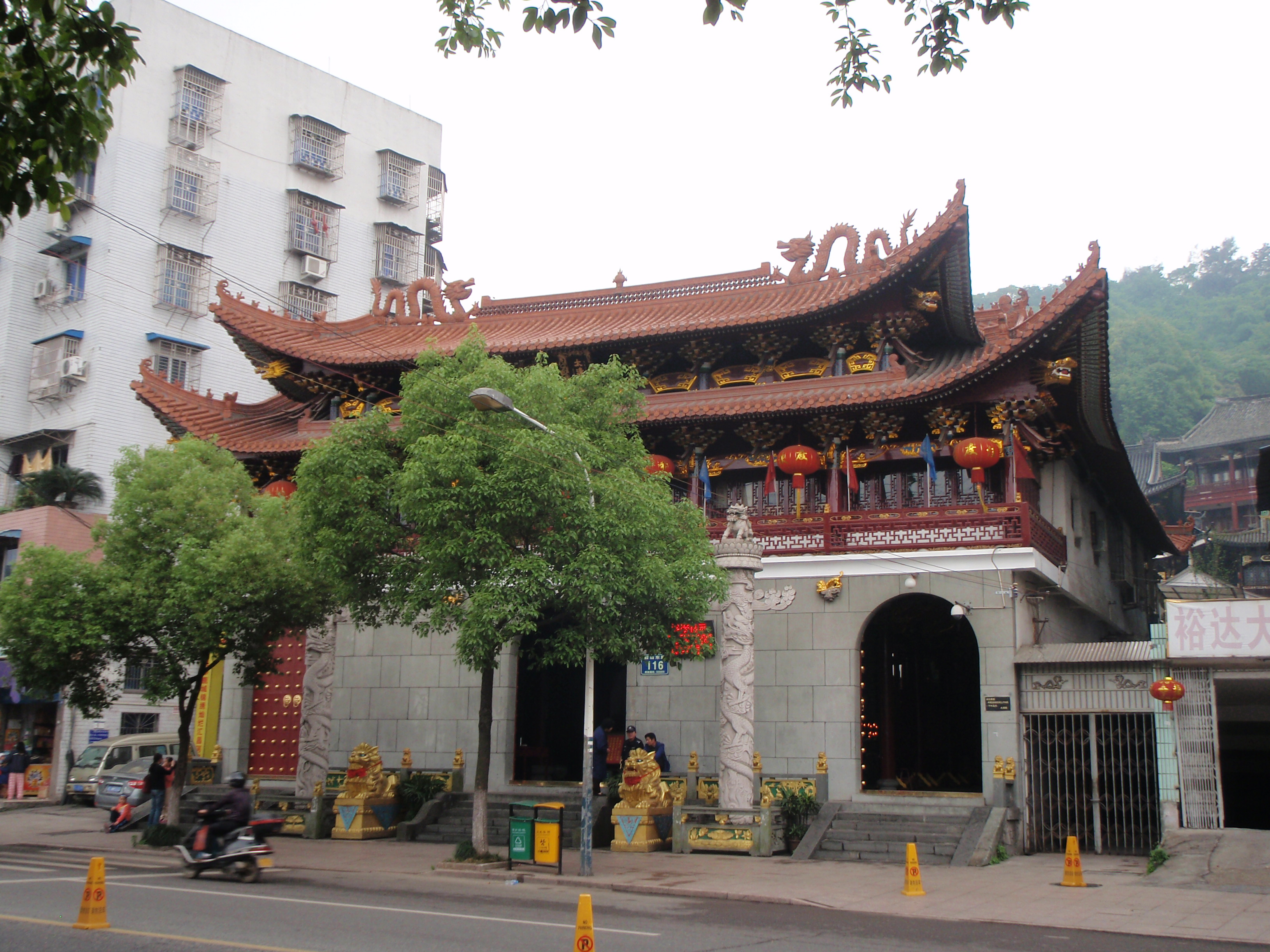
浙江溫州的包公廟。

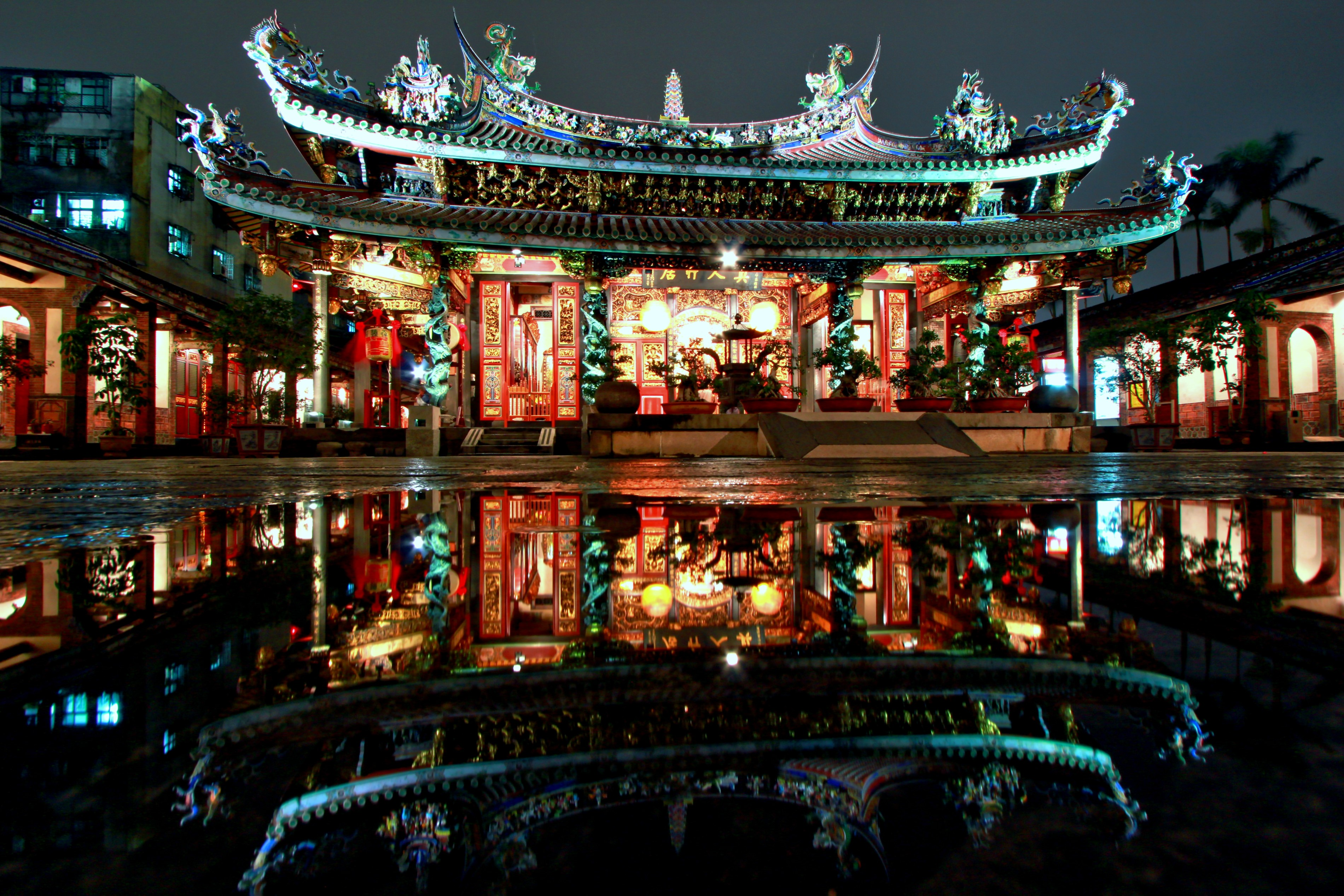
臺灣台北的大龍峒保安宮夜景。

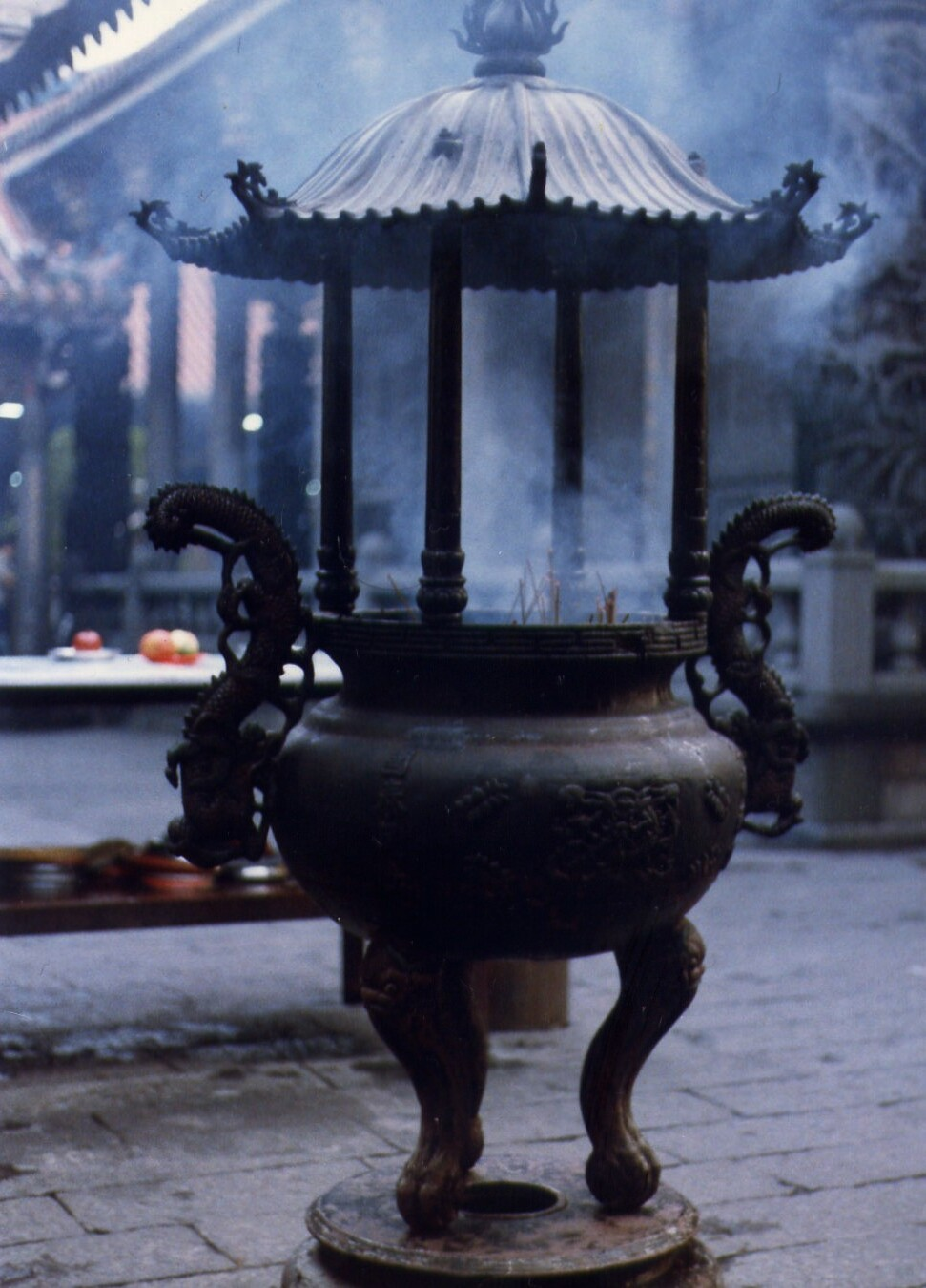
中華廟宇香爐。

華人廟宇是崇敬中華民間習俗/神教的地方，人們在此崇敬華人神祇及祖先。可被分類為：
- 廟或殿，意即寺廟，且大多祀奉自然神祇或國家神祇；或
- 祠、祠堂、宗祠或祖廟，是指祖先的寺庙，大多祀奉一個家庭或氏族的祖先神靈。

這些寺廟應與下述區分：
- 道教寺廟和修道院：觀，或道觀
- 漢傳佛教寺廟及修道院:寺或寺院

宮，意思是宮殿，是用來指複雜的多重建築，然而院則是一个通用术语，是意為寺院或者神社的通詞。

## 概述
神廟道教寺廟不同，他們是由當地管理人员、鄉村社群、家系集會和宗教協會建立和管理，沒有專業的神職人員，但道教的道士、法師、儒生，及巫師和乩童，可以在這些寺廟內服務。 神廟通常較小型，且在屋頂上以傳統圖像裝飾(龍和神)，有些還成為了獨特的結構。
華人廟宇可見於整個中國大陆、臺灣，以及定居好幾世紀的移居華人社區等。在通行中文的地区以外，「joss house」是華人廟宇的古老英文名稱。 "Joss"是葡萄牙語中"上帝"的代稱，"Joss house"一詞在北美未開發時代普遍地被使用，當時 joss house是唐人街的普遍象徵。"joss house"形容崇敬的環境。Joss sticks則是一種香，於房子內、外焚燒。

## 外部連結
- 香港華人廟宇委員會 （页面存档备份，存于）
- 中國祖先寺廟網